# Jack Haven
Jack Haven (* 10. August 1994 in Dallas, Texas als Brigette Lundy-Paine) ist US-amerikanischer Nationalität und schauspielerisch tätig, bekannt geworden durch den Film Schloss aus Glas und die Netflix-Serie Atypical.
Im November 2019 erklärte Haven, nichtbinär zu sein. Haven benutzt im Englischen die geschlechtsneutralen Pronomen they/them.

## Filmografie (Auswahl)
- 2015: Irrational Man
- 2015: One Bad Choice (Fernsehserie, Episode 1x03)
- 2016: Margot vs. Lily (Fernsehserie, 8 Episoden)
- 2017: Downsizing
- 2017: Schloss aus Glas (The Glass Castle)
- 2017: The Wilde Wedding
- 2017–2021: Atypical (Fernsehserie, 38 Episoden)
- 2018: Action Point
- 2019: Bombshell – Das Ende des Schweigens (Bombshell)
- 2020: Bill & Ted retten das Universum (Bill & Ted Face the Music)
- 2022: Bite Size Halloween (Fernsehserie, Episode 3x02)
- 2023: Amelia’s Children
- 2024: I Saw the TV Glow